# Miguel Ángel Tena García
Miguel Ángel Tena (Almassora, 17 de gener de 1982) és un futbolista valencià que ocupa la posició de defensa.
Sorgeix del planter del Vila-real CF, arribant a debutar amb el primer equip en un partit de la màxima categoria front el CA Osasuna. No té continuïtat al conjunt groguet, tot continuant la seua carrera en equips de la Segona Divisió, com el Racing de Ferrol, el Llevant UE o l'Elx CF, entre d'altres.